# تأثير كواندا

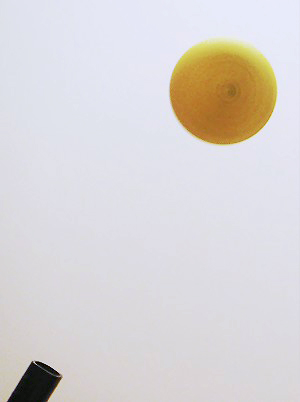
كره معلقة في الهواء عن طريق تأثير كواندا.

تأثير كواندا (بالإنجليزية: COANDA EFFECT)‏ هو ميل المائع أو بخار ماء متحرك لتثبيت نفسه بسطح محدب بدلاً من أتباع خط مستقيم في اتجاهه الأصلي. وصفت هذه الظاهرة العلمية في الماضى بواسطة توماس يونغ في عام 1800 ثم تم اكتشاف إمكانية الاستخدام العملى لهذه الظاهرة بواسطة الرائد هنري كواندا، الذي أدرك هذه الظاهرة خلال عمله في مجال تصميم الطائرات.